# المعتقلون الإيرانيون في غوانتانامو
اعتقلت الولايات المتحدة 3 إيرانيين في معتقل غوانتانامو. تم فتح معسكرات الاعتقال لأول مرة في 11 يناير 2002 في القاعدة البحرية في خليج غوانتانامو في كوبا. عدد المعتقلين الكلي في غوانتانامو هو 779 معتقل إداريًا خارج نطاق القضاء في معتقل غوانتانامو الأمريكي في كوبا منذ فتح معسكرات الاعتقال، وانخفص العدد إلى 160 تقريبًا في ديسمبر 2013.

## القائمة
| رقم الاعتقال | الاسم           | الصورة | تاريخ الاعتقال | تاريخ إطلاق السراح | ملاحظات                                |
| ------------ | --------------- | ------ | -------------- | ------------------ | -------------------------------------- |
| 555          | عبد المجيد محمد |        | 2002-05-05     | 2006-10-11         | اتهم بأنه عضو في طالبان.               |
| 623          | بكتيار باميري   |        | 2002-06-18     | 2004-03-31         | اعتقل في 2002 في أفغانستان.            |
| 676          | محمد أنور كردي  |        | 2002-06-12     | 2005-08-19         | مسلم سني، تلقى تدريبًا في معسكر أفغاني. |